# Anxo Boán
Ángel Boán Rodríguez (Sandiás, Vilaúxe, Chantada, Lugo, 7 de abril de 1961) es un abogado y escritor español.

## Trayectoria
Su infancia en la aldea, en el mundo rural, marcará toda su obra literaria. Estudió en el instituto Lama das Quendas de Chantada y se licenció en Derecho por la Universidad de Santiago de Compostela. Ejerce la abogacía en Chantada.
Colaboró con la revista Xistral y el periódico lugués El Progreso. Comparte habitualmente sus creaciones poéticas en las redes sociales.
Su primer libro de poemas fue As árbores das idades (2004). Continuó con Poemas para unha alma ferida (2016), con prólgo de Xosé Lois García Fernández. En 2017 publicó Corenta sonetos de amor e conforto, con epílogo de Xulio López Valcárcel.
Ha escrito también narrativa, As cousas do Fuco (2016), con prólog de Pablo Rubén Eyré:

## Publicaciones en gallego

### Poesía
- As árbores das idades (2004),  ISBN 84-96315-03-7
- Poemas para unha alma ferida  (2016),  Corona del Sur,  ISBN 978-84-9973-561-0
- Corenta sonetos de amor e conforto  (2017), Ed. Círculo Rojo, ISBN 978-84-9175-930-0

### Narrativa
- As cousas do Fuco  (2016), Letras de Autor, ISBN 978-84-16958-20-7

## Premios
- En 1976 fue premiado en el Certamen literario convocado por la asociación cultural Lumieira de Chantada por la obra de teatro Traxicomedia de Luís e Margarita.
- En 1976 fue premiado en el Certamen convocado por el Círculo Recreativo e Cultural de Chantada por la obra de teatro Nadal Tráxico.
- En 1980 fue premiado por el INMB de Chantada por el poema Camiñando de noite.
- En 2001 ganó el premio Xohán de Requeixo.
- En 2011 ganó el premio de periodismo “Moncho do Pío” por un artículo en el diario El Progreso sobre la mujer trabajadora en la Ribeira Sacra de Chantada.